# Glossogobius callidus
Glossogobius callidus es una especie de peces de la familia de los Gobiidae en el orden de los Perciformes.

## Morfología
Los machos pueden llegar a alcanzar los 12 cm de longitud total.

## Distribución geográfica
Se encuentran en África: Provincia del Cabo (Sudáfrica) y Mozambique.

## Observaciones
Es inofensivo para los humanos.